# Corbina
|  | Aquest article tracta sobre l'au. Si cerqueu el peix, vegeu «corb reig». |

La corbina (Corcorax melanoramphos) és una espècie d'ocell de la família dels corcoràcids (Corcoracidae) i única espècie del gènere Corcorax. Habita zones boscoses d'Austràlia oriental i meridional, des del centre de Queensland, cap al sud, a través de Nova Gal·les del Sud fins a Victòria i, cap a l'oest, a través del sud d'Austràlia Meridional fins al sud-est d'Austràlia Occidental.